# Im Schillingshof (Fernsehfilm)
Im Schillingshof ist ein Fernsehfilm, den Regisseur Herbert Ballmann 1973 für die Berliner Produktionsgesellschaft Charmier-Film inszeniert hat. Der Film ist eine Adaption des gleichnamigen Romans von E. Marlitt. Die Uraufführung erfolgte am 26. Dezember 1973 im ZDF.

## Handlung
Die Handlung folgt weitgehend der Handlung der Romanvorlage (siehe dort), ist jedoch gestrafft und vereinfacht. Einzelne Szenen wurden so geändert, dass sie einfacher für die Kamera aufgeführt werden konnten. Die wichtigsten Abweichungen vom Roman:
- Luciles Mutter, die in der Romanhandlung relativ breiten Raum einnimmt, wird im Film zwar erwähnt, tritt als Figur aber nicht auf.
- Im Roman ist es Arnold, der sich nach Adams Selbstmord für Hannchens Verbleib auf dem Schillingshof einsetzt. Im Film ist es dagegen der Baron. Er bereut sein Unrecht bitter.
- In der Geheimgangszene ist es nicht Hannchen, die Veit bei seinem Erkundungsgang beobachtet, sondern die Majorin, Arnold und Mercedes.
- Veit stirbt nicht an den Folgen eines epileptischen Anfalls, sondern an den Folgen des Traumas, das er sich durch seinen Sturz im Geheimgang zuzieht.
- Während Rat Wolfram im Roman stirbt, während er im Bergwerk Menschenleben zu retten versucht, wird er im Film tot im Schacht gefunden, wo er unter ungeklärten Umständen gestorben ist. Es ist nicht auszuschließen, dass die aufgebrachten Arbeiter ihn getötet haben.
- Hinzugekommen ist eine Szene, in der die Majorin – glücklich, endlich mit ihren Enkeln vereint zu sein – bei Mercedes für Arnold zu werben versucht.
- Clementine attackiert zwar mit einem Messer Arnolds Gemälde, setzt aber, anders als im Roman, nicht sein Atelier unter Wasser.

## Produktion
Der Film war – nach Das Geheimnis der alten Mamsell (1972) – der zweite in einer insgesamt fünfteiligen Marlitt-Reihe, die die Charmier-Film und die Allianz-Film in den 1970er und 1980er Jahren für das ZDF produziert haben. Mit Ausnahme von Regisseur und Drehbuchautor wurde für diesen zweiten Film ein anderer Produktionsstab zusammengestellt.
Hauptdarsteller Joachim Ansorge war vom Theater geprägt und hatte seine bedeutendsten Filmrollen Ende der 1960er Jahre in Fernsehadaptionen von Bühnenstücken wie Ibsens John Gabriel Borkman, J. M. Barries Half an hour und O’Neills Mourning Becomes Electra gehabt. Ein weiteres Publikum hatte ihn in Fernsehkrimis wie Polizeifunk ruft und Der Kommissar gesehen.
Seine Bildschirmpartnerin, Evelyn Opela, war in der Tschechoslowakei aufgewachsen und hatte dort nach einer Schauspielausbildung auch ihre Laufbahn als Bühnen- und Filmdarstellerin begonnen, wechselte 1967 – ein Jahr vor dem Prager Frühling – aber in die Bundesrepublik, wo sie unter anderem mehrfach in Episoden der Krimiserie Der Kommissar zu sehen war. Die Fernsehausstrahlung von Im Schillingshof erfolgte nur eine Woche nach dem Kinostart des Heimatfilms Schloss Hubertus, in dem Opela neben Karlheinz Böhm als schöne Opernsängerin aufgetreten war.
Für die 21-jährige Schweizerin Ursela Monn war, nach einem Debüt in dem Sexfilm Dornwittchen und Schneeröschen, die Rolle der Ballerina Lucile – Monn ist tatsächlich ausgebildete Tänzerin – eine der ersten Fernsehrollen.
Angela Schmid, die im Films als Arnolds ungeliebte Ehefrau Clementine zu sehen ist, arbeitet hauptsächlich als Bühnendarstellerin. Ebenso hatte auch Anneliese Römer (Majorin) ihre größten Rollen auf der Bühne gehabt. Vielen Fernsehzuschauern war sie noch ein Begriff durch ihre Rollen in den Filmen Die Nacht in Zaandam (1960) und Rasputin (1966), in denen sie jeweils als russische Zarin (Katharina II. bzw. Alexandra) aufgetreten war.
Weitere Mitglieder des Produktionsstabs:
- Kostüme: Ingrid Hoffmann
- Maske: Jutta Saewert, Horst Willim
- Ton: Peter Kellerhals
- Regieassistenz: Lucie Berndsen
- Aufnahmeleitung: Ralf Blankenburg, Axel Bär
- Szenenbild: Karl Schneider, Ernst Krienelke, Wolfgang Kallnischkies
- Produktionsleitung: Karl H. Menzinger
- Redaktion: Wolfgang Patzschke

## Kaufvideo
- Eugenie Marlitt - Die Frau mit den Karfunkelsteinen / Die zweite Frau / Im Hause des Kommerzienrates / Das Geheimnis der alten Mamsell / Im Schillingshof. Studio Hamburg Enterprises, 2016.